# 東日本大震災に対する自衛隊の対応

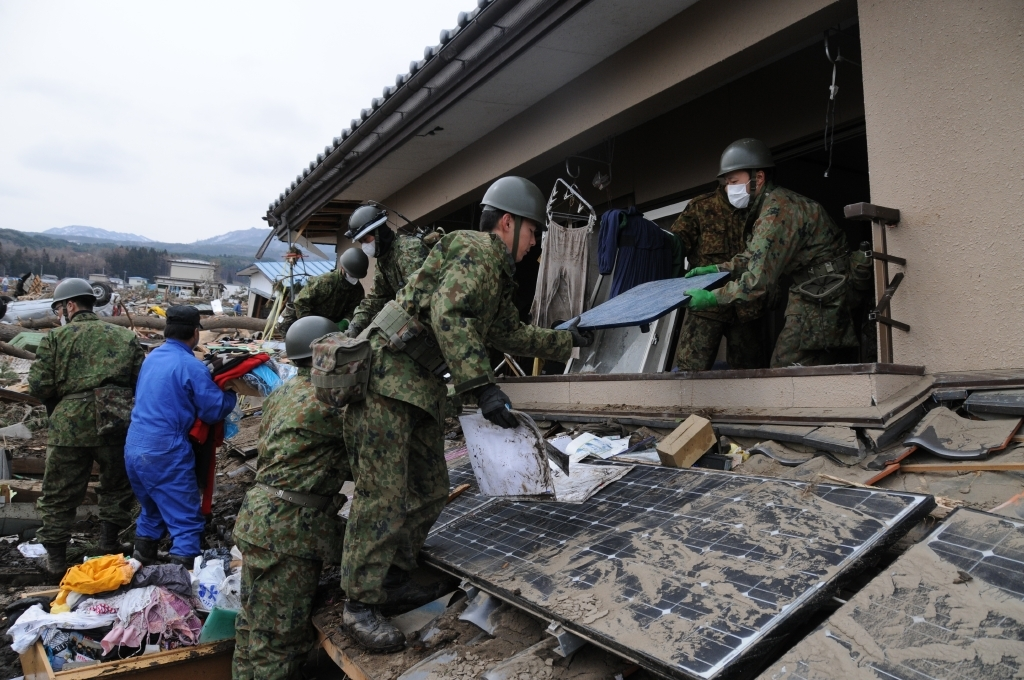
野田村における捜索活動

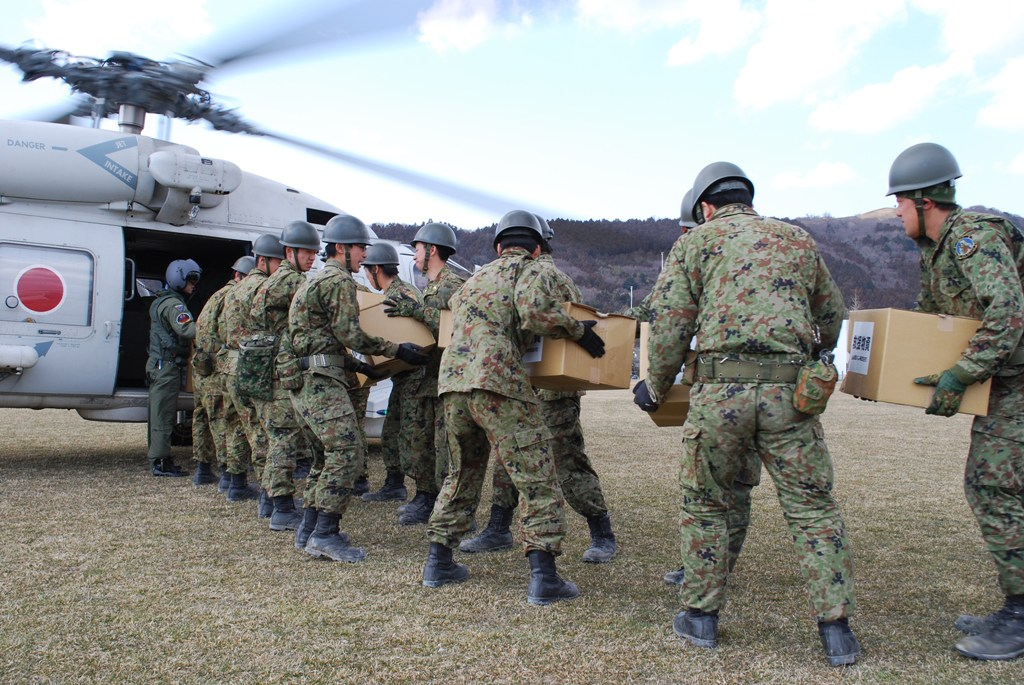
海上自衛隊SH-60Jヘリコプターへ救援物資搭載作業を行っている第20普通科連隊

東日本大震災に対する自衛隊の対応（ひがしにほんだいしんさいにたいするじえいたいのたいおう）について解説する。2011年3月11日に発災した東日本大震災に際し、自衛隊は災害派遣を行い、長期に渡り災害救援及び復興支援活動を実施した。また、福島第一原子力発電所事故に対しても、原子力災害派遣を行っている。派遣規模は最大10万人体制となり、初の即応予備自衛官及び予備自衛官の実招集を行うなど、自衛隊はその創設以来、最大規模の行動となった。

## 概要
2011年3月11日に発生した東北地方太平洋沖地震に伴う東日本大震災は、戦後の日本における最大の地震災害であり、地震動や津波により、甚大な被害が発生した。日本政府の諸機関は、発災後、直ちに救援活動を開始した。多くの人員と機材を有する実働部隊でもある自衛隊/防衛省も、迅速に行動を開始、被災者の救援を実施した。人員の派遣規模は、創設以来の最大規模となる10万人体制に達し、即応予備自衛官及び予備自衛官の実招集や統合任務部隊の編成も行われた。自衛隊による大規模震災災害派遣は、2011年8月31日に終了し、原子力災害派遣は12月26日に終了した。人命救助は19,286名に達している。

## 初動対応
3月11日14時46分頃に発生した東北地方太平洋沖地震は、強い揺れが伴い、宮城県で震度7を観測した。これを受けて、防衛省では14時50分に災害対策本部を設置された。まもなく、被災状況確認のため、偵察部隊が発進しており、14時52分には、自衛艦隊司令官が出動可能全艦艇に出港命令を下し、14時57分には大湊航空基地からUH-60J哨戒ヘリコプターが離陸した、15時04分には館山航空基地からもUH-60Jが発進している。また、15時01分には映像中継装置を搭載した陸上自衛隊東北方面航空隊のUH-1が離陸し、15時05分には航空自衛隊の三沢・百里・小松の各基地からF-15Jの2機編隊が離陸している。
出動した部隊等は、ヘリによる救助も含めて、当日中に救援活動を開始、さらに各駐屯地や基地においては、避難者の受け入れも行っている。

### 災害派遣の開始
地震及び被害の発生を受けて、東日本の太平洋側の各道県知事は、自衛隊に対し災害派遣要請を行った。これに前後して、自衛隊側からも連絡幹部(LO)を各自治体へと派遣しており、早くも14時50分には東北方面総監部から宮城県庁へ派遣している。
- 3月11日14時52分：岩手県知事
- 3月11日15時02分：宮城県知事
- 3月11日16時20分：茨城県知事
- 3月11日16時47分：福島県知事
- 3月11日16時54分：青森県知事
- 3月11日18時50分：北海道知事
- 3月12日01時00分：千葉県知事

政府が15時30分に、この地震災害を自衛隊の災害派遣に関する訓令（昭和55年防衛庁訓令第28号）第2条第5号に規定する大規模震災に指定したことを受け、防衛省では、18時00分に北澤俊美防衛大臣の命令（平成23年（2011年）東北地方太平洋沖地震に対する大規模震災災害派遣の実施に関する自衛隊行動命令（自行災命第3号））が発せられ、自衛隊の災害派遣に関する訓令第14条に規定する大規模震災災害派遣として、防衛大臣の命による救援活動を実施するとした。19時30分には、「東京電力株式会社福島第一原子力発電所及び福島第二原子力発電所における原子力緊急事態に対する原子力災害派遣の実施に関する自衛隊行動命令（自行原命第4号）」による原子力災害派遣命令が発出された。

### 被災地への部隊展開の開始

#### 陸上自衛隊

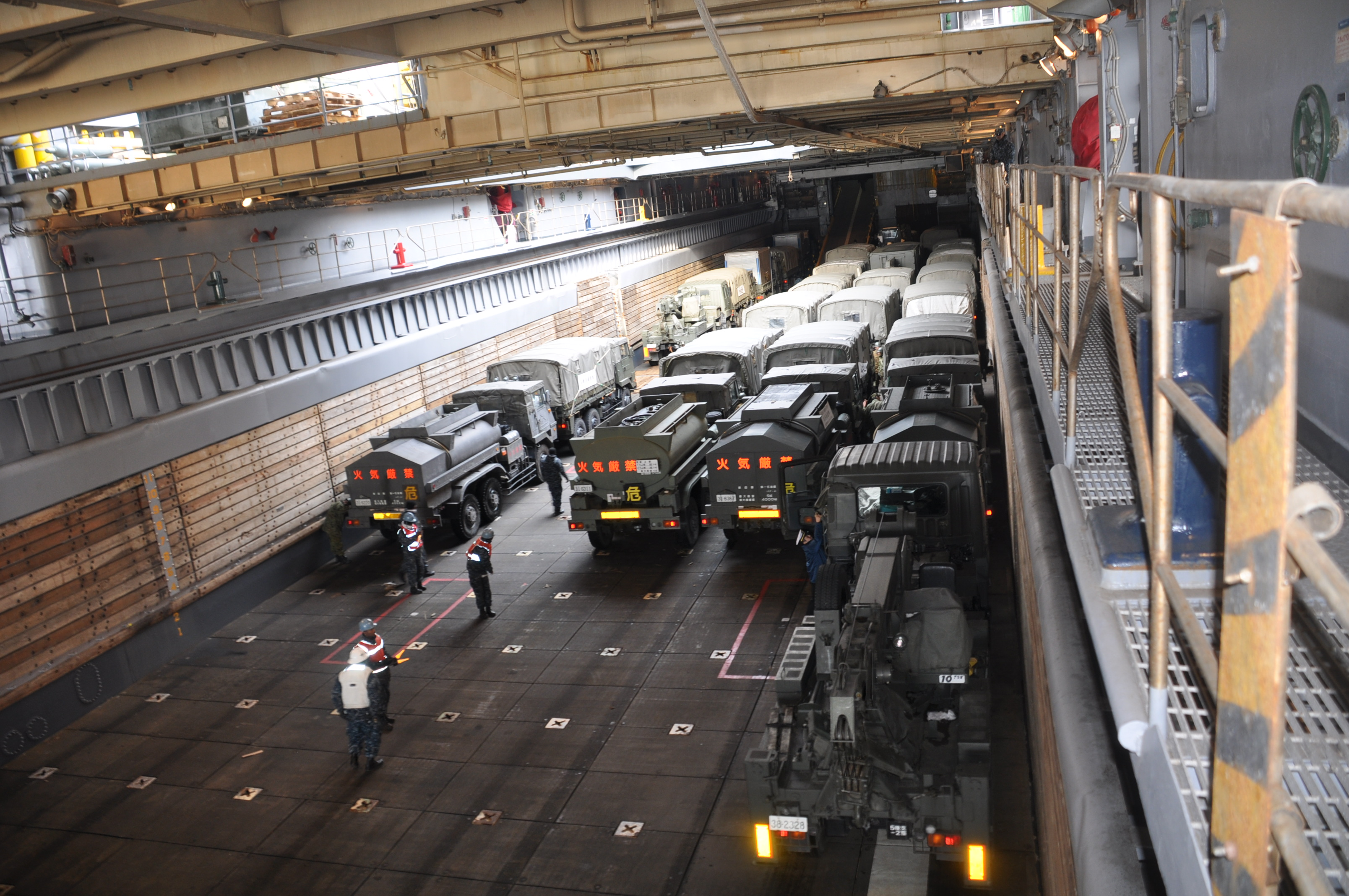
ドック型揚陸艦トーテュガ(LSD-46)に搭載された陸上自衛隊の車両

被災地所在の各部隊は、発災後、まもなく救援活動を開始し、その後、被災地外からも増援部隊が投入された。被災地外からの災害派遣部隊は、主に陸路や空路で被災地入りしたが、北部方面隊の一部部隊は、民間フェリーの緊急輸送により、東北地方へと移動した。フェリーの運航は3月12日には開始され、車両も同時に輸送された。苫小牧港や小樽港等より、秋田港や青森港の間で運航が行われた。また、アメリカ海軍のドック型揚陸艦トーテュガ(LSD-46)も同様の海上輸送を行っている。

#### 海上自衛隊
海上自衛隊横須賀地方隊は、災害派遣計画(RY:Rescue YOKOSUKA)を3月11日16時14分に発動し、艦艇・航空機等の派遣を開始、3月12日には約20隻を被災地に展開した。なかでも護衛艦たかなみは横須賀基地より人員を積み残しのまま、緊急出港し石巻港沖に移動、3月12日には陸上に捜索隊を出し、海上保安庁とともに津波で浸水した石巻市の幼稚園の救助にあたっている。3月13日には約60隻が出動状態にあった。
海上自衛隊は、初期の時点では、艦艇等を以下の8個部隊に編成し、活動を行っていた。なお、統合任務部隊編成後はRY部隊はJN部隊に改称している。
- RY-1：第1海災部隊。第1護衛隊群。三陸沖南部に展開。
- RY-2：第2海災部隊。第2護衛隊群。宮城県南部から福島県沖に展開。
- RY-3：第3海災部隊。第3護衛隊群。三陸沖北部に展開。
- RY-4：第4海災部隊。掃海隊群。被災地沿岸部に展開。
- RY-6：第6海災部隊。補給艦部隊。
- RY-7：第7海災部隊。輸送艦部隊。
- RY-9：第9海災部隊。関東地方に展開。
- RY-10：第10海災部隊。石巻市において入浴支援等。

## 人員・部隊の増強及び統合任務部隊の編成
被害が大規模であることが判明するに従い、派遣人員・機材の増強が行われた。3月12日01時の時点で、東北方面隊を中心に派遣準備中も含めて人員約8,400名、航空機約190機、艦艇約25隻の規模に達していたが、12日15時時点で準備中も含め人員約20,000名、航空機約190機、艦艇約45隻に拡大、同日、菅直人総理より5万人体制へとの指示を受けている。
翌13日には、10万人体制への指示が出され、3月13日15時00分時点では5万人が活動、3月14日05時30分時点では6.6万人（陸自約36,000名、海自・空自合計約30,000名、回転翼機96機、固定翼機7機、艦船58隻）が活動中となった。3月14日の統合任務部隊編成を挟み、3月16日12時30分時点では7.6万人（陸自約45,000名、海自・空自合計約33,000名、回転翼機194機、固定翼機322機、艦船58隻）が活動、3月19日11時00分時点では10.6万人（陸自約69,000名、海自約16,000名・空自合計約21,000名、回転翼機209機、固定翼機321機、艦船57隻）が活動中となり、10万人体制に達した。3月28日には派遣最大規模の10.7万人（陸災部隊：約70,000名、海災部隊：約15,200名、空災部隊：約21,300名、原子力災派部隊：約500名、回転翼機210機、固定翼機326機、艦船50隻）に至っている。
人員・部隊の増加に伴う指揮系統の整理のため、3月14日11時00分の防衛大臣命令（自行災命第6号）により災統合任務部隊の編成がなされることとなった。災統合任務部隊は、陸上自衛隊・東北方面総監（君塚栄治陸将）を指揮官とし、司令部は東北方面総監部を増強、三自衛隊の部隊を指揮下に入れた。災統合任務部隊の実編成、また三自衛隊を組み込んだ統合任務部隊は初めての事であり、この部隊は東北方面総監が指揮を執ることから災統合任務部隊-東北(Joint Task Force-TOHOKU,JTF-TH)と呼称された。陸上自衛隊の部隊は陸災部隊と呼称し、同様に海上自衛隊は海災部隊、航空自衛隊は空災部隊とされた。
JTF-TH（大規模震災災害派遣）の指揮系統。2011年3月14日時点。
| 防衛大臣   | 防衛大臣   | 防衛大臣   | 防衛大臣   | 防衛大臣   | 防衛大臣   |  |  | 災統合任務部隊指揮官 / 東北方面総監 | 災統合任務部隊指揮官 / 東北方面総監 | 災統合任務部隊指揮官 / 東北方面総監 | 災統合任務部隊指揮官 / 東北方面総監 | 災統合任務部隊指揮官 / 東北方面総監 | 災統合任務部隊指揮官 / 東北方面総監 |                                 |                                 |  |  |              |              |              |              |              |              |
| 防衛大臣   | 防衛大臣   | 防衛大臣   | 防衛大臣   | 防衛大臣   | 防衛大臣   |  |  | 災統合任務部隊指揮官 / 東北方面総監 | 災統合任務部隊指揮官 / 東北方面総監 | 災統合任務部隊指揮官 / 東北方面総監 | 災統合任務部隊指揮官 / 東北方面総監 | 災統合任務部隊指揮官 / 東北方面総監 | 災統合任務部隊指揮官 / 東北方面総監 |                                 |                                 |  |  |              |              |              |              |              |              |
|            |            |            |            |            |            |  |  |                                     |                                     | 陸上自衛隊                          |                                     |                                     |                                     |                                 |                                 |  |  |              |              |              |              |              |              |
| 統合幕僚長 | 統合幕僚長 | 統合幕僚長 | 統合幕僚長 | 統合幕僚長 | 統合幕僚長 |  |  |                                     |                                     | 陸災部隊指揮官 / 東北方面総監       | 陸災部隊指揮官 / 東北方面総監       | 陸災部隊指揮官 / 東北方面総監       | 陸災部隊指揮官 / 東北方面総監       | 陸災部隊指揮官 / 東北方面総監   | 陸災部隊指揮官 / 東北方面総監   |  |  | 東北方面隊   | 東北方面隊   | 東北方面隊   | 東北方面隊   | 東北方面隊   | 東北方面隊   |
| 統合幕僚長 | 統合幕僚長 | 統合幕僚長 | 統合幕僚長 | 統合幕僚長 | 統合幕僚長 |  |  |                                     |                                     |                                     | 陸災部隊指揮官 / 東北方面総監       | 陸災部隊指揮官 / 東北方面総監       | 陸災部隊指揮官 / 東北方面総監       | 陸災部隊指揮官 / 東北方面総監   | 陸災部隊指揮官 / 東北方面総監   |  |  | 東北方面隊   | 東北方面隊   | 東北方面隊   | 東北方面隊   | 東北方面隊   | 東北方面隊   |
|            |            |            |            |            |            |  |  |                                     |                                     |                                     |                                     |                                     |                                     |                                 |                                 |  |  | 増援部隊     |              |              |              |              |              |
|            |            |            |            |            |            |  |  |                                     |                                     | 海上自衛隊                          |                                     |                                     |                                     |                                 |                                 |  |  |              |              |              |              |              |              |
|            |            |            |            |            |            |  |  |                                     |                                     | 海災部隊指揮官 / 横須賀地方総監     | 海災部隊指揮官 / 横須賀地方総監     | 海災部隊指揮官 / 横須賀地方総監     | 海災部隊指揮官 / 横須賀地方総監     | 海災部隊指揮官 / 横須賀地方総監 | 海災部隊指揮官 / 横須賀地方総監 |  |  | 横須賀地方隊 | 横須賀地方隊 | 横須賀地方隊 | 横須賀地方隊 | 横須賀地方隊 | 横須賀地方隊 |
|            |            |            |            |            |            |  |  |                                     |                                     | 海災部隊指揮官 / 横須賀地方総監     | 海災部隊指揮官 / 横須賀地方総監     | 海災部隊指揮官 / 横須賀地方総監     | 海災部隊指揮官 / 横須賀地方総監     | 海災部隊指揮官 / 横須賀地方総監 | 海災部隊指揮官 / 横須賀地方総監 |  |  | 横須賀地方隊 | 横須賀地方隊 | 横須賀地方隊 | 横須賀地方隊 | 横須賀地方隊 | 横須賀地方隊 |
|            |            |            |            |            |            |  |  |                                     |                                     |                                     |                                     |                                     |                                     |                                 |                                 |  |  | 増援部隊     |              |              |              |              |              |
|            |            |            |            |            |            |  |  |                                     |                                     | 航空自衛隊                          |                                     |                                     |                                     |                                 |                                 |  |  |              |              |              |              |              |              |
|            |            |            |            |            |            |  |  |                                     |                                     | 空災部隊指揮官 / 航空総隊司令官     | 空災部隊指揮官 / 航空総隊司令官     | 空災部隊指揮官 / 航空総隊司令官     | 空災部隊指揮官 / 航空総隊司令官     | 空災部隊指揮官 / 航空総隊司令官 | 空災部隊指揮官 / 航空総隊司令官 |  |  | 航空総隊     | 航空総隊     | 航空総隊     | 航空総隊     | 航空総隊     | 航空総隊     |
|            |            |            |            |            |            |  |  |                                     |                                     | 空災部隊指揮官 / 航空総隊司令官     | 空災部隊指揮官 / 航空総隊司令官     | 空災部隊指揮官 / 航空総隊司令官     | 空災部隊指揮官 / 航空総隊司令官     | 空災部隊指揮官 / 航空総隊司令官 | 空災部隊指揮官 / 航空総隊司令官 |  |  | 航空総隊     | 航空総隊     | 航空総隊     | 航空総隊     | 航空総隊     | 航空総隊     |
|            |            |            |            |            |            |  |  |                                     |                                     |                                     |                                     |                                     |                                     |                                 |                                 |  |  | 増援部隊     |              |              |              |              |              |

東北方面隊への増援部隊
北部方面隊、東部方面隊、中部方面隊、西部方面隊、システム通信団、警務隊、陸上自衛隊通信学校、陸上自衛隊需品学校、陸上自衛隊輸送学校
横須賀地方隊への増援部隊
自衛艦隊、呉地方隊、佐世保地方隊、舞鶴地方隊、大湊地方隊、教育航空集団、練習艦隊、システム通信隊群、海上自衛隊警務隊、海上自衛隊潜水医学実験隊、海上自衛隊幹部学校、海上自衛隊第2術科学校、海上自衛隊第3術科学校、海上自衛隊補給本部、自衛隊横須賀病院
航空総隊への増援部隊
航空支援集団、航空教育集団、航空開発実験集団、航空システム通信隊、航空安全管理隊、航空警務隊、航空中央業務隊、航空機動衛生隊、航空自衛隊幹部学校、航空自衛隊補給本部、自衛隊岐阜病院

## 撤収
救援活動が区切りがついた地域より、災害派遣部隊の撤収が行われた。部隊の撤収に際しては撤収式等も行われており、岩手県は、2011年7月26日に自衛隊の撤収要請及び感謝式を行った。また、宮城県は、2011年8月1日に撤収要請を行い、同日、県庁にて在日アメリカ軍兵士も含めた撤収式を行っている。
各県の災害派遣撤収要請時期
各県における災害派遣撤収要請時期は以下の通り。
- 3月13日　15時00分：北海道知事
- 4月5日　8時30分：千葉県知事
- 4月18日　17時00分：青森県知事
- 4月27日　16時30分：茨城県知事
- 7月26日　09時30分：岩手県知事
- 8月1日　10時00分：宮城県知事
- 12月20日　08時00分：福島県知事

大規模震災災害派遣命令は2011年8月31日、原子力災害派遣は12月26日に終結命令が出されている。

## 災害対応への準備
東北地方の太平洋岸は、津波災害の再来が予測されていた。そのため、防災訓練も事前になされており、2008年10月31日から11月1日にかけて、自衛隊及び関係諸機関による大規模防災訓練である「東北方面隊震災対処訓練（みちのくALERT2008）」を実施しており、約1万6千名が参加している。この訓練は、実践的であり、東日本大震災における対応の一助となったとされている。
統合任務部隊の編成と10万人体制構築については、2010年までに策定された首都圏直下地震への災害派遣計画が参考にされたとされる。その計画は、首都圏で震度6以上の地震を観測した場合、直ちに東部方面総監を指揮官とする災首都圏統合任務部隊の編成準備に入り、発災3日後に約5.5万人、7日後に予備自衛官を含めた約10万人の人員を投入するというものであった。

## トモダチ作戦等の他国軍との共同活動
東日本大震災の救援活動には、他国の軍隊も参加している。アメリカ軍はトモダチ作戦、オーストラリア軍はパシフィック・アシスト作戦の名称により、救援活動を実施した。アメリカと日本は日米安全保障条約による同盟国であり、アメリカ軍と自衛隊は共同活動が可能であった。トモダチ作戦関係では、防衛省とJTF-THに日米共同調整所が置かれ、活動の調整を実施した。オーストラリア軍のC-17輸送機は、救援物資輸送のほか、沖縄の第15旅団の本土への空輸を行っている。

## 自衛隊の被害
東日本大震災では、特に津波によって自衛隊施設にも被害が出ている。海岸地帯にある航空自衛隊松島基地は、津波により冠水し、所在の航空機28機（F-2B戦闘機18機、T-4練習機4機、U-125救難捜索機2機、UH-60J救難ヘリコプター4機）が水没した。また、陸上自衛隊多賀城駐屯地も冠水し、災害派遣の出動準備中であった車両13両が水没した。
人的被害として、自衛官3名が死亡している。
- 災害派遣活動中の第2特科連隊の50代男性・陸曹長。3月31日に体調不良を訴え、病院に搬送、4月2日に死去[34]。
- 第9施設大隊の40代男性・1等陸曹。体調不良を訴え、病院に搬送、4月15日に死去[35]。
- 宮城地方協力本部の隊員。避難所にて誘導中との連絡の後、行方不明。6月4日に遺体確認[33]。

### 被害の復旧
松島基地は、3月15日に滑走路が復旧、アメリカ軍機を皮切りに救援機の受け入れを開始した。

浸水したF-2B戦闘機については、5機は廃棄されたが、13機は修理され、2015年から2017年にかけて再配備された。

### メンタルヘルス問題
本災害では、派遣された自衛隊員のメンタルヘルス問題も着目された。長期の派遣による疲労や多数の遺体の収容による惨事ストレスによる心的外傷後ストレス障害の発症が懸念され、組織的なメンタルヘルス対策が取られた。一日の任務終了後には、その日の活動を隊員同士で話し合う「任務解除ミーティング」の実施のほか、心身のリフレッシュのため、隊員の原駐屯地への一時帰還や、遠方からの派遣部隊には被災地外の駐屯地に「戦力回復センター」を準備し、交代で休息を取らせたりしている。

## 主な活動

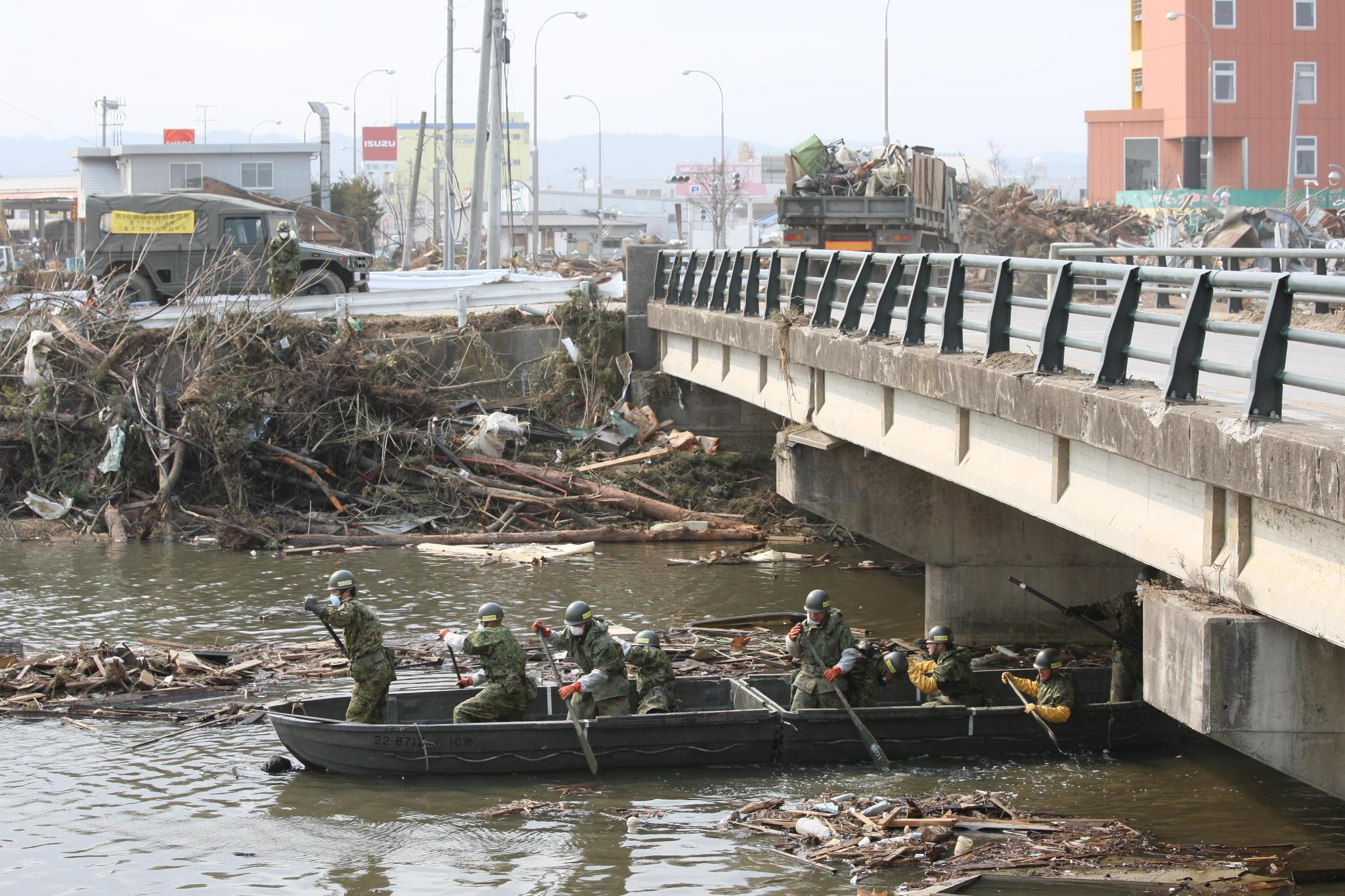
捜索活動を行う第33普通科連隊

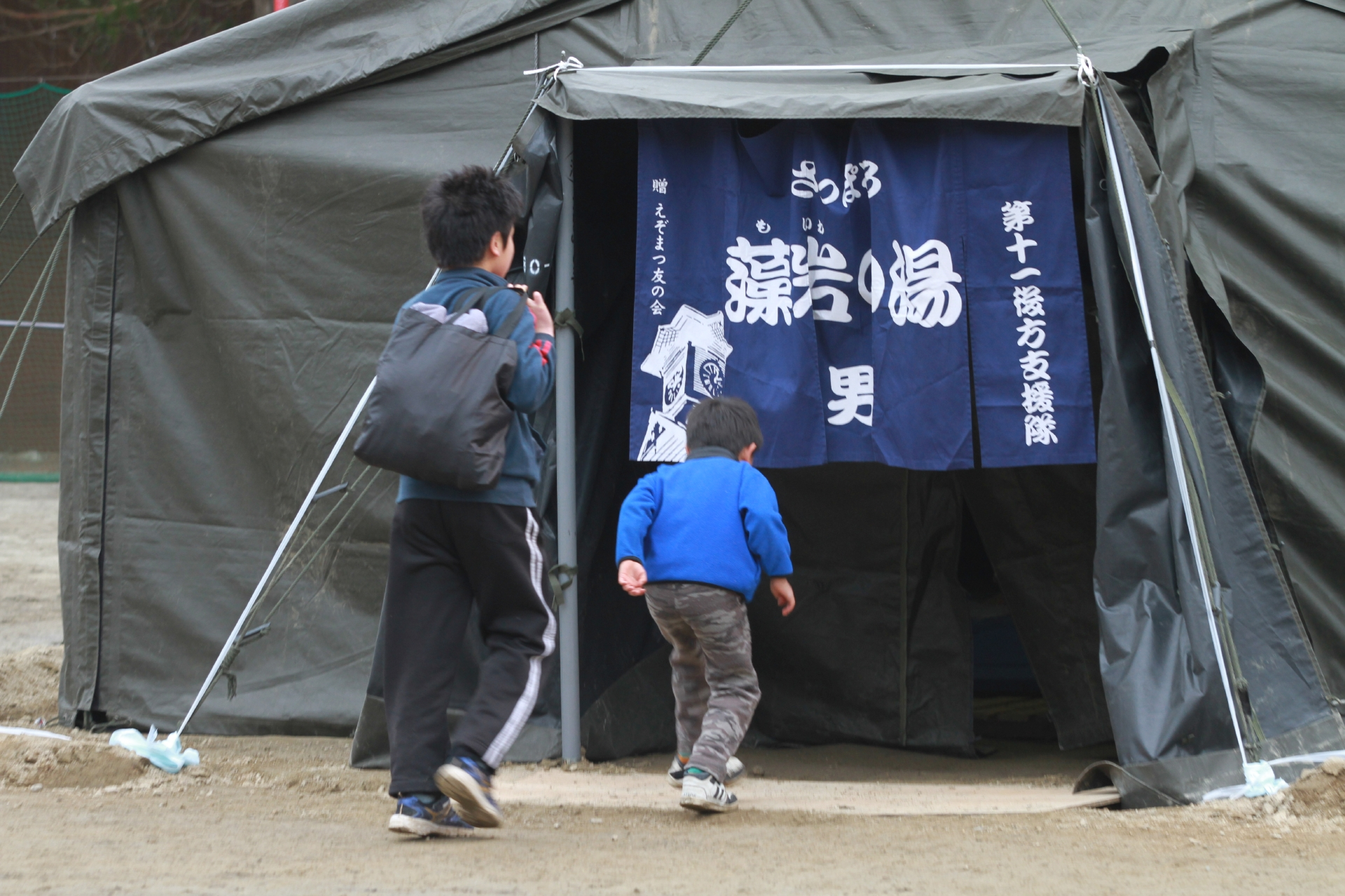
第11後方支援隊による入浴支援活動

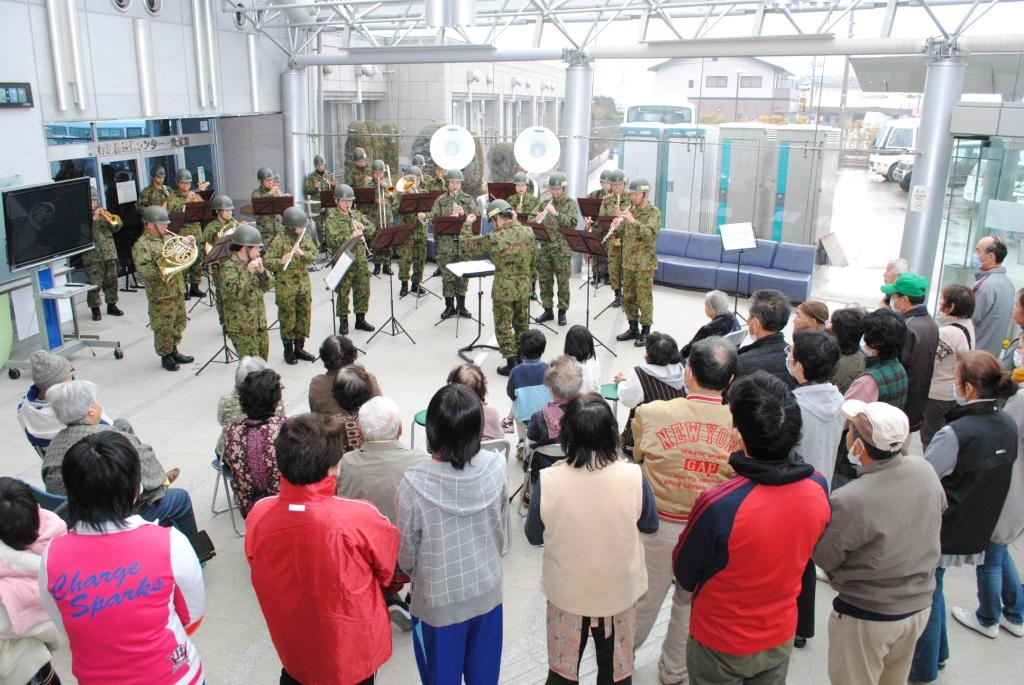
音楽隊による慰問演奏

### 捜索・救難
発災当初より、積極的な捜索・救難活動を実施した。人命救助者数は19,286名。陸域のみならず、3月13日には護衛艦ちょうかいが福島沖15㎞で、家の残骸に載った男性を救助している。
遺体収容数は9,505体。洋上や水中での遺体捜索も行っており、ダイバーによる捜索も行われた。

### 道路の啓開及び仮設橋の架橋等
通行不能となった道路の啓開や仮設橋の架橋を実施している。岩手県・宮城県・福島県における道路啓開の距離は529kmに達している。
また、南三陸町にある国道45号の水尻橋は半分が落橋したが、国土交通省も協力し、3月19日にパネル橋MGBを用いて仮設橋を設置している。81式自走架柱橋が、東松島市及び南三陸町で用いられたほか、宮古島への民生用重機の輸送に92式浮橋がはしけとして用いられた。

### 輸送・補給支援
災害派遣医療チームや救援隊の輸送支援のほか、民生用の救援物資の輸送支援を実施している。自治体や企業等からの救援物資を各地の駐屯地等で集積、被災地の飛行場等まで輸送し、県等が設置した物資集積場への輸送を行った。輸送に際しては、三自衛隊の機材を用い、統合幕僚監部や統合任務部隊司令部（民生支援セル）が輸送統制を実施した。また的確な配分のため、救援物資カタログの作成や、避難所訪問により、救援物資のニーズ把握にも努めた。
また、天皇・皇后の被災地訪問（2011年4月27日宮城県、5月6日岩手県、5月11日福島県）の輸送支援も実施している。
このほか、補給支援として、自衛隊から警察車両への燃料支援が行われている。

### 生活支援活動
各種の生活支援活動が実施されている。支援結果は以下の通り。
- 給水支援：32,985ｔ
- 給食支援：5,005,484食
- 入浴支援：1,092,526名

また、本災害では犠牲者数が多く、火葬場も被害を受けたため、自衛隊による犠牲者の仮埋葬としての土葬も行われた。これは3月22日より開始され、自治体や遺族からも評価を受けたが、災害救援活動としては疑問も寄せられた。
三自衛隊の音楽隊は、3月末から7月にかけて、被災地の各所で慰問演奏を実施している。

## 人員及び後方支援体制

### 規模
当初より大規模な人員投入が続けられていたが、最大時には1日あたり約10.7万人が投入された。これは当時の自衛隊の現員数約22.7万人の半数近くにあたる。

### 予備自衛官
投入人員の拡大に伴い、即応予備自衛官及び予備自衛官の実招集が行われた。この事は制度開始後、初めての事であり、2011年3月16日に陸上自衛隊の即応予備自衛官及び予備自衛官の災害招集命令が発せられた。4月16日には海上自衛隊・航空自衛隊の予備自衛官にも召集命令が出されている。即応予備自衛官は捜索・救難任務に投入され、予備自衛官は後方支援活動やアメリカ軍との通訳等に当たった。招集人数は、即応予備自衛官が実人数1,369人（延べ2,179人）、予備自衛官が実人数293人（延べ469人）であった。即応予備自衛官は5月12日に招集解除となり、予備自衛官は6月22日に招集解除となっている。

### 後方支援体制
大規模な部隊の展開に伴い、それに合わせた兵站支援体制も構築された。現地の東北補給処のみならず、関東補給処は、郡山駐屯地に前方支援地域(FSA)を設置し、北海道補給処は岩手駐屯地にFSAを設置、兵站支援を行った。
派遣隊員への支援として、託児所が駐屯地内に設置され、派遣隊員の児童を預かりを行っている。19個駐屯地に託児所が開設され、延べ1,138人の児童を預かった。

## 評価
東日本大震災に対する自衛隊の救援活動は、国民から高い評価を受けた。内閣府が行った「自衛隊・防衛問題に関する世論調査」（2012年）では、災害派遣活動に対して評価するものが97.7％あり、また自衛隊に対し好印象を持つものが91.7％と、1969年の調査開始以来の最高値を示した。2017年の調査でも89.7％が好印象を持っている。